# Bensi

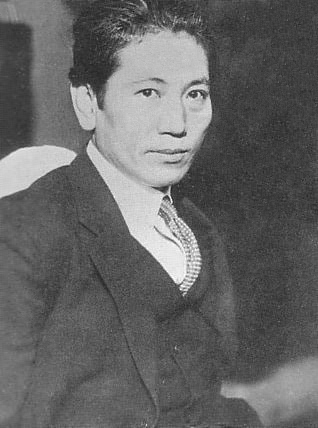
Tokugava Muszei, híres bensi

A bensi (弁士; Hepburn: benshi) a japán filmművészetben a japán és külföldi némafilmek narrátora volt. Kacudó-bensi (活動弁士; Hepburn: katsudō-benshi) vagy kacuben (活弁; Hepburn: katsuben) néven is hívták.
A gyakorlatot átvette Tajvan és Korea is; Tajvanon piensi (辯士, biànshì), Koreában pjonsza (hangul: 변사, handzsa: byeonsa) volt a bensik megnevezése.

## Szerepe
A bensi a filmvetítés alatt a vászon szélénél állt és a történetet közvetítette a közönségnek. Ezt a narrálást szecumeimek hívták. Színpadias stílusban megszólaltatta a szereplőket, több szerepet játszott egyszerre. A bensik a kabuki és a nó színházak tradícióiból merítkeztek és fontos szerepet játszottak a japán moziélményben. A bensik egyben tolmácsként is működtek a külföldi filmek vetítésekor.
Akárcsak a nyugati filmszínházakban, a japán némafilmeket is élőzene kísérte a vetítéskor. Míg nyugaton moziorgona szolgáltatta a zenét, addig Japánban a kabuki színház hagyományos hangszerei. A bensinek koordinálnia kellett a zenészekkel, hogy rendesen hallani lehessen a hangját, hiszen nem volt mesterséges hangosítás. A színházak befogadóképessége ezer fő körüli volt, így a sikeres bensi képes volt a hangjával megtölteni a nagy teret.
A bensik népszerűek voltak, a legjobbak nem csak hírnévre, de vagyonra is szert tettek a munkájukkal. Egyúttal mintegy reklámarcként is funkcionáltak és jó néhány korai bensi kereskedelmi háttérrel is rendelkezett, jól tudtak értékesíteni, ami fontos szempont volt a marketingnél. A híres bensik közé tartozott például Ueda Hoteiken, Tokugava Muszei, Ójama Takajuki, Eda Fusiki, Nakagava Keidzsi, Komada Kójó. Egy amerikai név is előkerült a kutatások során: Daniel Krouse, akit Thomas Edison küldött Japánba a Vitascope-pal az Arai Szaburó által szervezett vetítésekre, maga is narrálta eleinte a filmeket, angolul, és a japán bensi fordított, ahol kellett.

## Története

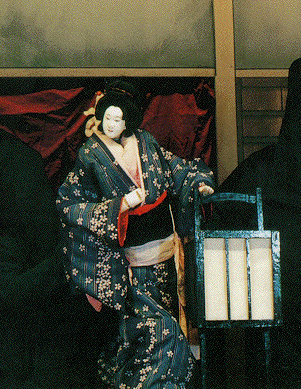
Bunraku

A bensik gyakorlatilag a mozgókép Japánba érkezésekor azonnal részévé váltak a japán moziélménynek, már a kinetoszkóp-vetítések alkalmával is működtek. Mivel csak egyetlen néző nézhette a filmet, a termekben állt egy személy, aki kommentárt fűzött a filmhez, magyarázatot adott az egzotikusnak számító nyugati szokásokra, elmondta ki és mikor találta fel a készüléket. Japánban erre azért is volt szükség, mert a mozgóképnek számos egyéb nyugati vívmánnyal kellett versenyezni, amelyeket ugyanebben az időszakban mutattak be Japánban, így kellett valami, amivel a mozgókép-vetítés kiemelkedhetett a rivális bemutatók közül.
A japánok számára nem volt ismeretlen az ilyen prezentációs forma, amikor két különböző forrásból egyesül harmonikusan a kép és a hang: az etoki (絵解(き) (mandala- vagy képmagyarázat) során a buddhista szerzetesek képek segítségével magyarázták el a doktrinákat. Az ilyen kevert előadásra példa a kabuki, a nó és különösen a bunraku (bábszínház) is. A bensik közvetlen elődei a népszerű gentó (幻灯), azaz laterna magica-előadások narrátorai voltak, akik samiszen-kísérettel töltötték meg élettel a képeket. Így aztán a mozgófilmeket narráló bensik nem vákuumban keletkeztek, történelmi hagyományokra épült a szerepük.
1908-ra a mozgókép világa is megváltozott, a nézőknek már unalmasak voltak a hétköznapi életet bemutató pillanatképek, melyekhez egyszerű narrálást biztosítottak. A filmszínházak tulajdonosai újabb technikákkal komplexebb előadásokat terveztek, ennek megfelelően a bensik narrálási technikájának is fejlődni kellett.
A bensik vonzerejének volt köszönhető, hogy Japánban a némafilm jóval tovább túlélte a hangosfilm megjelenését, mint máshol; még a második világháborúban is narráltak filmhíradókat.

## Fordítás
- Ez a szócikk részben vagy egészben  a   benshi című angol Wikipédia-szócikk fordításán alapul.  Az eredeti cikk szerkesztőit annak laptörténete sorolja fel. Ez a jelzés csupán a megfogalmazás eredetét és a szerzői jogokat jelzi, nem szolgál a cikkben szereplő információk forrásmegjelöléseként.